# Era (geologija)
Geološka era je jedinica geološkog vremena na temelju koje se fanerozojski eon dijeli na tri manja perioda. Paleozoik, mezozoik i kenozoik predstavljaju tri glavna stadija u razvoju fosilnih tragova. Te su ere razdvojene vremenskim granicama katastrofalnog izumiranja: P-T granicom između paleozoika i mezozoika te K-T granicom između mezozoika i kenozoika. Postoje dokazi da je katastrofalni udar meteorita igrao ulogu u određivanju granica između era.
Hadij, arhaik i proterozoik čine neformalne prakambrijske ere. One pokrivaju četiri milijarde godina u povijesti Zemlje prije nastanka tvrdoljušturnih životinja.
| Era        | Period (milijuna godina)                           |
| ---------- | -------------------------------------------------- |
| Kenozoik   | 66 milijuna godina od današnjice                   |
| Mezozoik   | 252 – 66 milijuna godina od današnjice             |
| Paleozoik  | 542 – 252 milijuna godina od današnjice            |
| Prakambrij | 4.54 milijarde – 542 milijuna godina od današnjice |